# アンデサウルス
アンデサウルス（Andesaurus　"アンデスのトカゲ"の意味）は後期白亜紀、南アメリカに生息していた基底的なティタノサウルス類である竜脚類恐竜の属の一つである。他の竜脚類と同じように長い首と尾を持っていた。地球上最大の動物を含む近縁種同様、アンデサウルスも非常に巨大な竜脚類であった。
1991年、古生物学者ホルヘ・カルボおよびホセ・ボナパルテはアンデサウルスを記載、命名した。属名はアンデス山脈と古代ギリシャ語で「トカゲ」を意味するsaurosに由来しており、化石がアンデス山脈の近くで発見されたことにちなむ。唯一知られている種A. delgadoiの種小名は化石の発見者Alejandro Delgadoに献名されたものである。
アンデサウルスの唯一の標本は部分骨格で4つの連続した後部の胴椎、2箇所連続した部分の計27個の尾椎が含まれている。中ほどの尾椎の椎体は細長かった。2個の腸骨と恥骨を含む骨盤、肋骨の断片、不完全な上腕骨と大腿骨も発見されている。体のサイズはおおよそ体長15m、体重7tと推定されている。
化石はアルゼンチン、ネウケン州にあるネウケン層群で最も古い年代のカンデレロス層で発見された。この累層は後期白亜紀のセノマニアン期、約9900万年前から9700万年前に堆積したものである。カンデレーロス累層の大部分は網状河川によるものであり、アンデサウルスの近くではブイトレラプトルや巨大なギガノトサウルスのような獣脚類、リマイサウルスのような別系統の竜脚類の化石も発見されている。
いくつかの祖先形質的な（原始的な）特徴からアンデサウルスは既知では最も基底的なティタノサウルス類とみなされる。実際、ティタノサウルス類はアンデサウルスとサルタサウルスの最も近い共通祖先とその全ての子孫のクレードとして定義されている。最も目立つ祖先形質は尾椎間の関節である。ほとんどの派生的なティタノサウルス類では尾椎にはボール-ソケット状の関節があり、前方が窪んでソケット状になっている（procoelousな尾椎）が、アンデサウルスでは尾椎の両端が平ら（amphiplatyanな尾椎）であり、ティタノサウルス類以外の竜脚類に見られるのと同じものになっている。アンデサウルスの独自の特徴は現在のところ胴椎の上の神経棘が長いこと1つだけで、更なる研究が必要とされる。
アルゼンチノサウルスやプエルタサウルスを含む他のアルゼンチンの基底的ティタノサウルス類も巨大な竜脚類であり、一方で最も派生的なティタノサウルス類であるサルタサウルス科にはサルタサウルスそのもの含め既知で最も小さな竜脚類のいくつかが含まれる。したがって、最大のサイズはクレードのより基底的な種で達成されている可能性がある。

## 参照
- Calvo, J.O. & Bonaparte, J.F. 1991. [Andesaurus delgadoi n. g. n. sp. (Saurischia, Sauropoda) a titanosaurid dinosaur from the Río Limay Formation (Albian-Cenomanian), Neuquén, Argentina.] w:Ameghiniana. 28: 303-310. [In Spanish]
- Mannion, P. D. and Calvo, J. O., Anatomy of the basal titanosaur (Dinosauria, Sauropoda) Andesaurus delgadoi from the mid-Cretaceous (Albian–early Cenomanian) Río Limay Formation, Neuquén Province, Argentina: implications for titanosaur systematics. Zoological Journal of the Linnean Society, no. doi:10.1111/j.1096-3642.2011.00699.x
- Novas, F.E., Salgado, L., Calvo, J.O., & Agnolin, F. 2005. Giant titanosaur (Dinosauria, Sauropoda) from the Late Cretaceous of Patagonia. w:Revista del Museum Argentino de Ciencias Naturales 7(1): 37-41.
- Salgado, L., Coria, R.A., & Calvo, J.O. 1997. Evolution of titanosaurid Sauropods. I: Phylogenetic analysis based on the postcranial evidence. w:Ameghiniana. 34: 3-32.
- Tidwell, V., Carpenter, K. & Meyer, S. 2001. New Titanosauriform (Sauropoda) from the Poison Strip Member of the Cedar Mountain Formation (Lower Cretaceous), Utah. In: Mesozoic Vertebrate Life. D. H. Tanke & K. Carpenter (eds.). Indiana University Press, Eds. D.H. Tanke & K. Carpenter. Indiana University Press. 139-165.
- Upchurch, P., Barrett, P.M, & Dodson, P. 2004. Sauropoda. In: Weishampel, D.B., Dodson, P., & Osmolska, H. (Eds.). The Dinosauria (2nd Edition). Berkeley: University of California Press. Pp. 259–322.
- Wilson, J.A. & Upchurch, P. 2003. A revision of Titanosaurus Lydekker (Dinosauria – Sauropoda), the first dinosaur genus with a ‘Gondwanan’ distribution. Journal of Systematic Palaeontology 1(3): 125–160.